# Kraljevi inštitut za kulturno dediščino
Kraljevi inštitut za kulturno dediščino (KIK-IRPA, Koninklijk Instituut voor het Kunstpatrimonium - Institut Royal du Patrimoine Artistique) je belgijski zvezni inštitut Belgijskega urada za znanstveno politiko (BELSPO). Inštitut preučuje in ohranja umetniške in kulturne dobrine Belgije. Njegovo poslanstvo je raziskovanje in javne storitve. Osebje inštituta sestavljajo zgodovinarji umetnosti, fotografi, kemiki, fiziki in konservatorji - restavratorji.

## Spletne strani umetniških del
V podatkovni zbirki slik BALaT je vsakemu umetniškemu delu dodeljena številka zapisa. Za neposredno sklicevanje na stran z umetniškim delom se uporabi koda, zapisana na dnu zapisa, običajno v obliki: http://balat.kikirpa.be/object/, ki ji sledi številka zapisa umetniškega dela. Na primer, številka zapida umetnine za Gentski oltar je 21, tako da je njena umetniška stran BALaT navedena kot http://balat.kikirpa.be/object/21.